# Lecteria acanthostyla
Lecteria acanthostyla är en tvåvingeart som beskrevs av Alexander 1969. Lecteria acanthostyla ingår i släktet Lecteria och familjen småharkrankar. Inga underarter finns listade i Catalogue of Life.